# 慧茵
慧茵（英語：Wai Yan，代號Q20）是香港西貢區議會下轄的選區，2019年設立，涵蓋私人住宅及資助房屋屋苑，2023年取消，末任區議員為獨立民主派人士秦海城。

## 範圍
選區位於將軍澳北，包括慧安園、富麗花園、旭輝臺及茵怡花園；與其相鄰的選區有寶林、欣英、運亨與及康景，名稱來自慧安園及茵怡花園各取一字，投票站設於順德聯誼總會梁潔華小學。

## 沿革
2018年選舉管理委員會因應原有運亨及康景選區2019年預計人口超出法例上限，故此需要增加新選區以吸納超出的人口。當中運亨原區界內茵怡花園位置劃出新選區，並加入原康景選區的慧安園、富麗花園、旭輝臺組成慧茵選區，使各選區人口調整到法例許可幅度之內。由於新增席位並非分配到人口有所增加的日出康城或者選區範圍交錯的坑口站周邊，而是重劃沒有人口變動的將軍澳北，改動後三個選區每區約一萬四千人，較人口基數下限的一萬二千五百人相差不遠，有關劃界被指破壞社區連繫。而運亨選區亦是時任新民主同盟立法會議員范國威的選區，加上康景選區時任區議員為亦新民主同盟成員，被質疑政治打擊，諮詢時接獲正反意見，但基於未能有其他可行方案，諮詢結果維持原有計劃，劃出本選區。
2019年區議會選舉，由新民主同盟成員秦海城與獨立建制派人士吳家竣競選本區議席，秦氏以3,928票當選該區首任區議員。2021年6月，新民主同盟宣佈解散，成員改以獨立民主派身份活動；2021年7月，秦氏因應政府計劃追討協助民主派初選區議員的酬金津貼傳聞所帶動的區議員辭職潮中，辭去區議員職務。

## 歷屆議員
| 屆別                 | 議員   | 政治聯繫 | 政治聯繫      |
| -------------------- | ------ | -------- | ------------- |
| 2020年－2021年7月8日 | 秦海城 |          | ND 新民主同盟 |
| 2021年7月9日－2023年 | 懸空   | 懸空     | 懸空          |

## 歷屆選舉結果
| 政党   | 政党         | 候选人    | 票数  | %     | ±      |
| ------ | ------------ | --------- | ----- | ----- | ------ |
|        | 新民主同盟   | ①. 秦海城 | 3,928 | 61.24 | 新選區 |
|        | 新界社團聯會 | ②. 吳家竣 | 2,486 | 38.76 | 新選區 |
| 多数票 | 多数票       | 多数票    | 1,442 | 22.48 | 新選區 |

## 資料來源
1. ↑   (PDF). 選舉管理委員會網站2019年區議會一般選舉選區分界建議報告書第一冊. 2018-12-22  [2018-12-22]. （原始内容 (PDF)存档于2019-07-10）.